# Mórnos
Le Mórnos, en grec moderne : Μόρνος, appelé dans l'Antiquité Daphnoús (Δαφνούς) ou Ýlethos (Ύλαιθος), est un fleuve qui coule à travers la Phocide et l'Étolie-Acarnanie, en Grèce-Centrale. D'une longueur de 70 km, sa source est située dans la partie sud-ouest du mont Œta, près du village de Mavrolithári. Il s'écoule vers le sud, et entre dans le réservoir de Mórnos, près du village de Lidoríki. Le barrage y a été achevé en 1979. Le cours d'eau quitte le réservoir, vers l'ouest, près de Perivóli. Il continue à travers une vallée profonde et peu peuplée, et tourne vers le sud près de Tríkorfo. Le cours inférieur du Mórnos forme la frontière entre la Phocide et l'Étolie-Acarnanie. Le Mórnos se jette dans le golfe de Corinthe, à environ 3 km au sud-est de Naupacte.

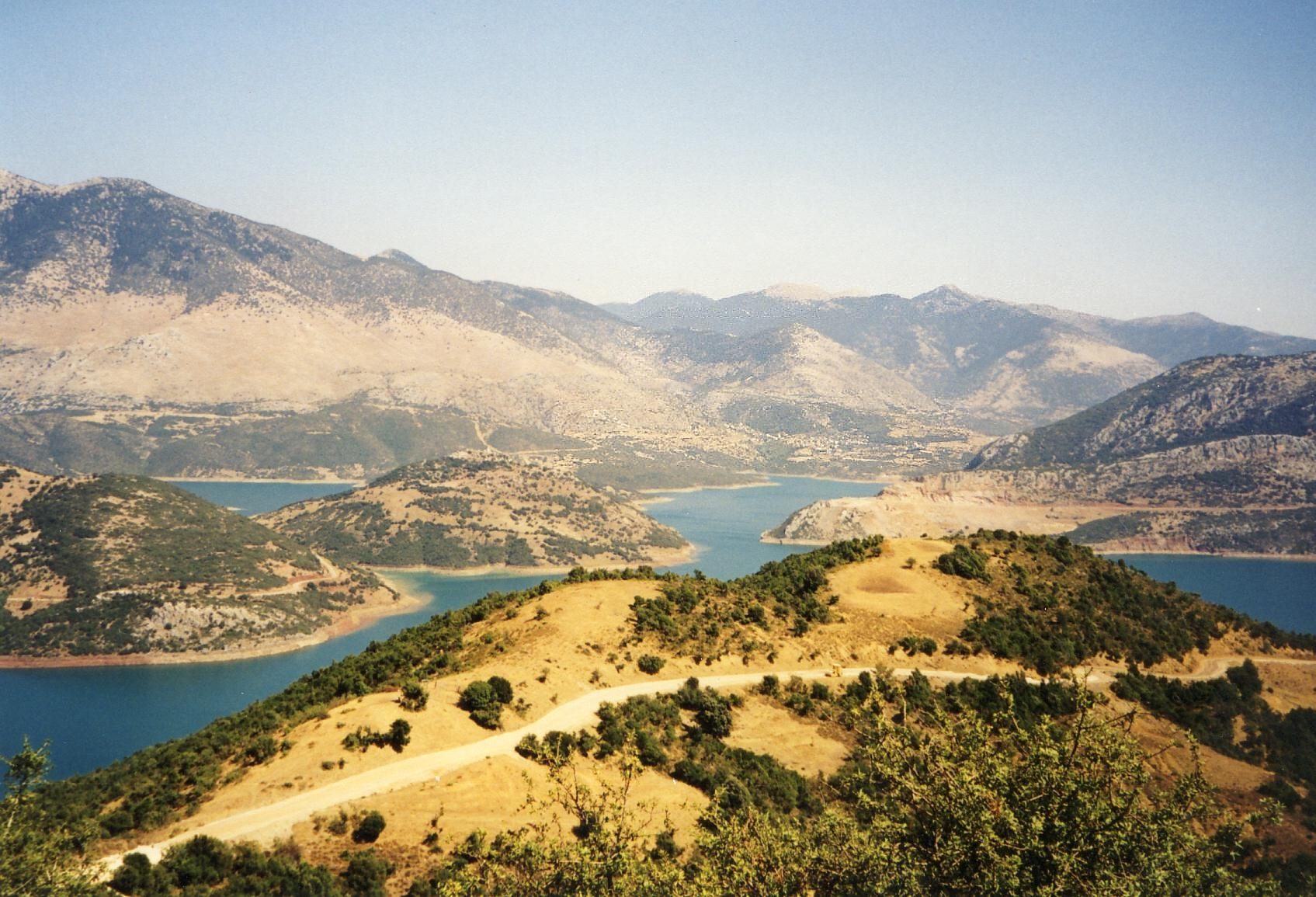
Le réservoir du fleuve Mórnos, vu du nord-ouest, avec la ville de Lidoríki et les extensions sud de la montagne Giona en arrière-plan.